# Dare to Dream (EP)
Dare to Dream là đĩa mở rộng đầu tay của nam ca sĩ-người viết bài hát người Nam Phi-Úc Troye Sivan. EP được phát hành khi Sivan chỉ mới 12 tuổi và bao gồm 5 bản hát lại.

## Danh sách bài hát
| CD               | CD                       | CD                                                       | CD         |
| STT              | Nhan đề                  | Sáng tác                                                 | Thời lượng |
| ---------------- | ------------------------ | -------------------------------------------------------- | ---------- |
| 1.               | "The Prayer"             | David Foster Carole Bayer Sager Alberto Testa Tony Renis | 4:30       |
| 2.               | "Unsung Hero"            | David Tyson Dean McTaggart Tina Arena                    | 4:37       |
| 3.               | "Over the Rainbow"       | Sivan Harold Arlen                                       | 3:45       |
| 4.               | "There's a Hero"         | John Barlow Jarvis Don Cook                              | 3:25       |
| 5.               | "Angels Brought Me Here" | Jörgen Elofsson John Robinson Reid                       | 3:55       |
| Tổng thời lượng: | Tổng thời lượng:         | Tổng thời lượng:                                         | 19:43      |

## Những người thực hiện
Danh sách được lấy từ ghi chú trên bìa của Dare to Dream.
- Troye Sivan – hát chính (tất cả bài hát)
- Toni Italiano – kĩ sư (tất cả bài hát)
- Sonja Plummer – hát đệm (tất cả bài hát); huấn luyện thanh nhạc
- Roger Stoch – ảnh bìa, thiết kế